# Resolutie 2195 Veiligheidsraad Verenigde Naties
Resolutie 2178 van de Veiligheidsraad van de Verenigde Naties werd op 19 december 2014 met unanimiteit aangenomen door de VN-Veiligheidsraad. De resolutie volgde op een debat gemodereerd door de Minister van Buitenlandse Zaken van Tsjaad over internationale maatregelen om te verhinderen dat terroristen zouden profiteren van internationale georganiseerde misdaad.

## Inhoud
Alle vormen van terrorisme moesten door alle landen samen bestreden worden. Ook moest de financiering ervan worden afgesneden. Het ging dan om georganiseerde misdaad, waaronder wapenhandel, mensenhandel, drugshandel, handel in artefacten, handel in delfstoffen, ontvoering, afpersing en bankovervallen. Landen werden gevraagd hun grenzen beter te bewaken om de bewegingsvrijheid van terroristen in te perken. Daarnaast waren ook goed bestuur en de strijd tegen corruptie, geld witwassen en illegale geldstromen van belang.
Ook Al Qaida bleef op die manier aan geld raken. Landen werden daarom opgeroepen actief te blijven meewerken aan de Al Qaida-sanctielijst.
Een regio die hulp nodig had voor de strijd tegen terrorisme was Afrika, waar de combinatie van terrorisme, extremisme en georganiseerde misdaad conflicten verergerde. Daar waren reeds een aantal samenwerkingsverbanden tussen landen gestart om de problemen aan te pakken. Eén daarvan was AFRIPOL; een samenwerking tussen politiediesten opgericht in februari 2014.

## Verwante resoluties
- Resolutie 2170 Veiligheidsraad Verenigde Naties
- Resolutie 2178 Veiligheidsraad Verenigde Naties
- Resolutie 2249 Veiligheidsraad Verenigde Naties (2015)
- Resolutie 2253 Veiligheidsraad Verenigde Naties (2015)

Lijst ·  2133 ·  2134 ·  2135 ·  2136 ·  2137 ·  2138 ·  2139 ·  2140 ·  2141 ·  2142 ·  2143 ·  2144 ·  2145 ·  2146 ·  2147 ·  2148 ·  2149 ·  2150 ·  2151 ·  2152 ·  2153 ·  2154 ·  2155 ·  2156 ·  2157 ·  2158 ·  2159 ·  2160 ·  2161 ·  2162 ·  2163 ·  2164 ·  2165 ·  2166 ·  2167 ·  2168 ·  2169 ·  2170 ·  2171 ·  2172 ·  2173 ·  2174 ·  2175 ·  2176 ·  2177 ·  2178 ·  2179 ·  2180 ·  2181 ·  2182 ·  2183 ·  2184 ·  2185 ·  2186 ·  2187 ·  2188 ·  2189 ·  2190 ·  2191 ·  2192 ·  2193 ·  2194 ·  2195